# Carex stenantha
Carex stenantha là một loài thực vật có hoa trong họ Cói. Loài này được Franch. & Sav. mô tả khoa học đầu tiên năm 1878.